# 208425 Zehavi
208425 Zehavi è un asteroide della fascia principale. Scoperto nel 2001, presenta un'orbita caratterizzata da un semiasse maggiore pari a 3,1189405 UA e da un'eccentricità di 0,0592376, inclinata di 12,01276° rispetto all'eclittica.